# Pycnonotus blanfordi
El bulbul de Blanford (Pycnonotus blanfordi) es una especie de ave paseriforme de la familia Pycnonotidae endémica de Birmania.
Hasta 2016 se consideró conespecífico del bulbul de Conrad, pero ahora se consideran especies separadas.